# Coppa delle Nazioni U23 UCI 2017
La Coppa delle Nazioni U23 UCI 2017 è stata l'undicesima edizione della competizione organizzata dalla Unione Ciclistica Internazionale. Ha compreso cinque prove riservate alle squadre nazionali. La squadra campione è stata la Danimarca, al secondo posto si è piazzato il Belgio e al terzo la Francia.

## Calendario
| Data         | Prova                          | Cat.   | Vincitore           | Vincitore (Nazioni) | Leader (Nazioni) |
| ------------ | ------------------------------ | ------ | ------------------- | ------------------- | ---------------- |
| 26 marzo     | Gand-Wevelgem/Kattekoers-Ieper | 1.Ncup | Jacob Hennessy      | Gran Bretagna       | Gran Bretagna    |
| 8 aprile     | Giro delle Fiandre Under-23    | 1.Ncup | Eddie Dunbar        |                     | Francia          |
| 15 aprile    | ZLM Tour                       | 2.Ncup | Christopher Lawless |                     | Francia          |
| 1-4 giugno   | Corsa della Pace Under-23      | 2.Ncup | Bjorg Lambrecht     |                     | Belgio           |
| 18-27 agosto | Tour de l'Avenir               | 2.Ncup | Egan Bernal         |                     | Danimarca        |

## Classifiche
Classifica finale.
| Pos. | Paese         | Punti |
| ---- | ------------- | ----- |
| 1    | Danimarca     | 104   |
| 2    | Belgio        | 96    |
| 3    | Francia       | 81    |
| 4    | Norvegia      | 65    |
| 5    | Gran Bretagna | 60    |
| 6    | Russia        | 50    |
| 7    | Colombia      | 43    |
| 8    | Svizzera      | 37    |
| 9    | Rep. Ceca     | 35    |
| 10   | Italia        | 32    |